# 贡斯兰
贡斯兰（法語：Goncelin，法語發音：[gɔ̃slɛ̃]）是法国伊泽尔省的一个市镇，位于该省东部，伊泽尔河左岸，属于格勒诺布尔区。

## 地理
贡斯兰（45°20'34"N, 5°58'45"E）面积14.36 平方千米，位于法国奥弗涅-罗讷-阿尔卑斯大区伊泽尔省，该省份为法国东南部内陆省份，北起顺时针与安省、萨瓦省、上阿尔卑斯省、德龙省、阿尔代什省、卢瓦尔省和罗讷省。
与贡斯兰接壤的市镇（或旧市镇、城区）包括：克雷昂贝勒多讷、圣樊尚德梅尔屈兹、唐桑、拉泰拉斯、泰斯、勒图韦、勒谢拉。

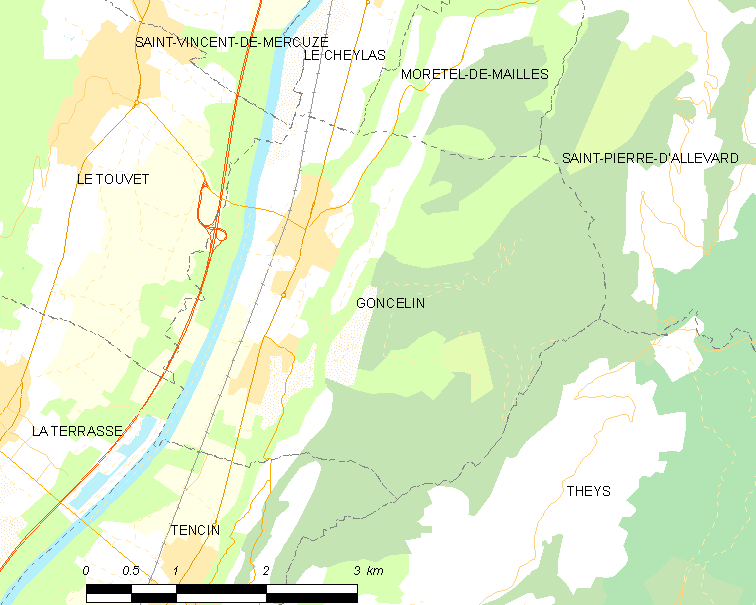
贡斯兰的OSM定位图

贡斯兰的时区为UTC+01:00、UTC+02:00（夏令时）。

## 行政
贡斯兰的邮政编码为38570，INSEE市镇编码为38181。

## 政治
贡斯兰所属的省级选区为上格雷西沃当县。

## 人口

1962-2008年间贡斯兰人口变化图示

贡斯兰于2022年1月1日时的人口数量为2452人。